# Дмитриј Бортњански
Дмитриј Степанович Бортњански (алтернативне транскрипције имена су Дмитриј Бортњански и Бортњански ; 28. октобар 1751 – 10. октобар 1825) био је руски и украјински композитор, чембалиста и диригент који је радио на двору Катарине Велике. Бортњански је суштински значајна личност за музичку историју Украјине и Русије, и обе нације га сматрају својим композитором.
Бортњански, кога пореде са Палестрином, је данас познат по својим литургијским делима и плодном доприносу жанру хорских концерата. Био је један од „златне тројке“ своје ере, поред Артемија Ведела и Максима Березовског. Бортњански је био толико популаран у Руском царству да је његова фигура представљена 1862. године у бронзаном споменику Миленијум Русије у Новгородском Кремљу. Компоновао је у више различитих музичких стилова, укључујући и хорске композиције на француском, италијанском, латинском, немачком и црквенословенском.

## Биографија

### Студент
Рођен је 28. октобра 1751. у граду Глухову, козачком Хетманиту, Руском царству (у данашњој Украјини). Његов отац је био Стефан Скурат (или Шкурат), лемко-русински православни верски избеглица из села Бартне у Малопољској области у Пољској. Скурат је служио као козак под Кирилом Разумовским; уписан је у козачки регистар 1755. године. Дмитријева мајка је била козачког порекла; због првог брака звала се Марина Дмитријевна Толстаја, као удовица руског властелина Толстоја, који је живео у Хлухову. Са седам година, Дмитријев невероватан таленат у локалном црквеном хору пружио му је прилику да оде у престоницу царства и наступа са хором Царске капеле у Санкт Петербургу. Са хором Царске капеле певао је и Дмитријев полубрат Иван Толстој. Тамо је студирао музику и композицију код директора хора Царске капеле, италијанског мајстора Балдасара Галупија. Када је Галупи 1769. отишао у Италију, повео је дечака са собом. У Италији, Бортњански је постигао значајан успех компонујући опере: Креонте (1776) и Алкид (1778) у Венецији и Квинто Фабио (1779) у Модени. Такође је компоновао црквена дела на латинском и немачком језику, а капела и уз оркестарску пратњу (укључујући Аве Мариа за два гласа и оркестар).

### Маестро
Бортњански се вратио у дворску капелу у Санкт Петербургу 1779. где је имао креативни процват. Компоновао је још најмање четири опере (све на француском, са либретима Франца-Хермана Лафермијера): Le Faucon (1786), La fête du seigneur (1786), Don Carlov (1786) и Le fils-rival ou La moderne Stratonice (1787). Бортњански је у то време написао низ инструменталних дела, укључујући сонате за клавир, клавирски квинтет са харфом и циклус француских песама. Такође је компоновао литургијску музику за Источну православну цркву, комбинујући источноевропске и западноевропске стилове сакралне музике, укључујући полифонију коју је научио у Италији; нека дела су била полихорска, користећи стил који потиче од венецијанске полихорске технике Габријелиса.
После неког времена, уметничка генијалност Бортњанског се показала превеликом да би била игнорисана, па је 1796. године постављен за директора Хора царске капеле, као први директор из Руске империје. Са тако сјајним инструментом на располагању, произвео је на десетине композиција, укључујући преко 100 дела религиозне тематике, сакралних концерата (35 за четворогласни мешовити хор, 10 за дупле хорове), кантате и химне.
Бортњански је умро у Санкт Петербургу 10. октобра 1825. и сахрањен је на Смоленском гробљу у Санкт Петербургу. Његови остаци су током 20. столећа пренети у манастир Александра Невског.

## Музичко наслеђе
Године 1882. Петар Чајковски је уредио литургијска дела Бортњанског, која су објављена у десет томова. Бортњански је писао опере и инструменталне композиције, али се данас најчешће изводе његова света хорска дела. Ово огромно дело остаје кључно не само за разумевање православне сакралне музике из 18. века, већ је послужило и као инспирација његовим колегама украјинским композиторима у 19. веку.
Песма коју је написао за латинску химну Tantum Ergo временом је постала позната у словенским земљама као Коль славе (Кол славен), у ком облику се и данас пева као црквена химна. Песма је такође била популарна код слободних зидара. Путовао је у земље енглеског говорног подручја и постао познат под именима Русија, Санкт Петербург или Велс. У Немачкој, песма је упарена са текстом Герхарда Терстигена и постала је познати хор и традиционални део војне церемоније Großer Zapfenstreich (Велика тетоважа), највишег церемонијалног чина немачке војске, који се одаје као почаст за истакнуте лица у посебним приликама. Пре Октобарске револуције 1917. године, мелодију је свирао каријон Московског кремља сваког дана у подне.
Џејмс Блиш, који је претворио у романе многе епизоде оригиналне серије Звезданих стаза, приметио је у једној причи, Кога богови уништавају, да је Бортњанскиев Ich bete an die Macht der Liebe била тема „на коју су сви разреди Академије Звездане флоте марширали током дипломирања“.
Бортњански је компоновао „Анђео поздрави милостивог“ (химну Богородици која се користи на Васкрс) као композицију коју користе многе православне цркве у време Васкрса.

## Утицај
Рад Бортњанског је имао значајан утицај на развој украјинске и руске музике.
Скоро пола века живота Бортњанског везано је за музичко образовање, са најважнијим процесима формирања музичке културе у Русији, због чега се у Русији сматра руским композитором. Према руском музикологу Б. Асафјеву, „Бортњански је развио стил са карактеристичним инверзијама, који је задржао свој утицај током неколико наредних генерација. Његови утицаји нису досезали само до Михаила Глинке, већ и до Петра Иљича Чајковског, Николаја Римског-Корсакова и Александра Бородина.
Истовремено, почевши од 1920-их, рад Бортњанског постао је предмет посебне пажње украјинских музичара. Чланак Станислава Људкевича „Д. Бортњански и савремена украјинска музика“ (1925) позива украјинске музичаре да развију традиције које је успоставио Бортњански, „да зароне дубље и темељније у велику ризницу културе концентрисане у делима Бортњанског, да пронађу изворе у њој и темељи нашег препорода“.
Традиционално, украјински музиколози истичу употребу интонација украјинских народних песама у хорском раду, јер су први музички утисци композитора стечени у Украјини, Украјинци су били и већина пријатеља Бортњанског у хору и његовог учитеља Марка Полторацког. Лидија Корна је запазила неколико карактеристика његових дела која су типична за украјинске песме и музику.
Утицај дела Бортњанског приметан је у раду украјинских композитора Миколе Лисенка, Кирила Стеценка, М. Вербицког, Миколе Леонтовича, М. Дремљуге, Левка Ревуцког, К. Доминчена, Б. Љатошинског и других.

## Дела

### Опере
- Creonte (1776 Венеција)
- Alcide (1778 Венеција)
- Quinto Fabio (1779 Модена)
- Le faucon (1786 Gatchina на француском језику, са либретом композитора Франца-Хермана Лафермајера)
- La Fête du seigneur (1786 Pavlovsk на француском језику, са либретом композитора Франца-Хермана Лафермајера)
- Don Carlos (1786 St Petersburg на француском језику, са либретом композитора Франца-Хермана Лафермајера)
- Le Fils-Rival ou La Moderne Stratonice (1787 Pavlovsk на француском језику, са либретом композитора Франца-Хермана Лафермајера)

### Хорска дела (на старославенском)
- Da ispravitsia molitva moja ("Let My Prayer Arise") бр. 2.
- Kjeruvimskije pjesni (Cherubic Hymns) nos. 1-7
- Концерт бр. 1: Vospoitje Gospodjevi ("Sing unto the Lord")
- Концерт бр. 6: Slava vo vyshnikh Bogu, y na zemli mir ("Glory to God на the highest, and peace on earth")
- Концерт бр. 7: Priiditje, vozradujemsja Gospodjevi ("Come Let Us Rejoice")
- Концерт бр. 9: Sei djen', jego zhe Gospodi, konchinu moju
- Концерт бр. 11: Blagoslovjen Gospod' ("Blessed is the Lord")
- Концерт бр. 15: Priiditje, vospoim, ljudije
- Концерт бр. 18: Blago jest ispovjedatsja ("It Is Good To Praise the Lord", Psalm 92)
- Концерт бр. 19: Rjechje Gospod' Gospodjevi mojemu ("The Lord Said unto My Lord", Psalm 110)
- Концерт бр. 21: Zhyvyi v pomoshshi Vyshnjago ("He That Dwelleth", Psalm 91)
- Концерт бр. 24: Vozvjedokh ochi moi v gory ("I Lift Up My Eyes to the Mountains")
- Концерт бр. 27: Glasom moim ko Gospodu vozzvakh ("With My Voice I Cried Out to the Lord")
- Концерт бр. 32: Skazhy mi, Gospodi, konchinu moju ("Lord, Make Me Know My End")
- Концерт бр. 33: Vskuju priskorbna jesi dusha moja ("Why Are You Downcast, O My Soul?", Psalm 42:5)

### Концерт-симфонија
- Концерт-Symphony for Piano, Harp, Two Violins, Viola da gamba, Cello and Bassoon на B Flat Major (1790)

### Квинтет
- Quintet for Piano, Harp, Violin, Viola da gamba and Cello (1787)